# За прекрасних дам!
«За прекрасних дам!» (рос. «За прекрасных дам!») — радянська лірична кінокомедія 1989 року. Перший радянський комерційний фільм. Виробник — кінознімальний кооператив «Фора».

## Сюжет
Молоді благополучні дами, подруги дитинства, щороку збираються, щоб похвалитися своїми успіхами і поговорити «за життя». Компанію щасливих подружок в якості своїх жертв вибирають невдачливі грабіжники. І ось настає час чергового дівочого вечора, і в квартиру вриваються двоє чоловіків в масках. Начебто банальне пограбування, але потім події розгортаються самим непередбачуваним чином.

## У ролях
- Олександр Панкратов-Чорний —  Віктор
- Олександр Абдулов —  Гена
- Олена Циплакова —  Віра
- Ірина Шмельова —  Люба
- Ірина Розанова —  Надя
- Маргарита Сергеєчева —  Таня
- Олена Аржанік —  Іра
- Сергій Степанченко —  Ігор, наречений Тані, студент-заочник

## Знімальна група
- Автор сценарію: Анатолій Ейрамджан
- Режисер: Анатолій Ейрамджан
- Оператор: Володимир Папян
- Композитор: Мурат Маковський
- Художник: Павло Каплевич